# Katrin Ofner
Katrin Ofner (* 5. März 1990 in Klagenfurt) ist eine österreichische Freestyle-Skierin. Sie ist auf die Disziplin Skicross spezialisiert und ist die Nichte des ehemaligen nordischen Kombinierers Klaus Ofner.

## Biografie
Ofner war zunächst Alpinskirennläuferin und startete im Jänner 2006 als 15-Jährige erstmals in einem FIS-Rennen. Diesem folgten neun weitere in den Disziplinen Slalom und Riesenslalom, das letzte im Februar 2007. Als beste Platzierung erreichte sie einen 40. Platz.
Wenige Wochen nach ihrem ersten alpinen FIS-Rennen bestritt Ofner am 17. Februar 2006 bei den österreichischen Meisterschaften in St. Johann in Tirol ihr erstes Skicross-Rennen. Ein Jahr später gewann sie den ersten von insgesamt zehn österreichischen Meistertiteln. Seit der Saison 2007/08 fährt sie im Weltcup, bei ihrem ersten Rennen am 12. Jänner 2008 in Les Contamines erreichte sie Rang zwölf. Bereits in ihrem vierten Weltcuprennen, am 22. Februar 2008 in der Sierra Nevada, stand sie hinter Ophélie David und Hedda Berntsen als Dritte auf dem Podest. Mit Platzierungen unter den besten 15 in allen sieben Weltcupwettkämpfen wurde sie am Ende der Saison Neunte im Skicross-Weltcup.
In der folgenden Weltcupsaison 2008/09 erreichte Ofner in Les Contamines erneut Rang drei. Dazu folgten vier weitere Top-10-Platzierungen. Bei der Winter-Universiade 2009 in Yabuli gewann sie die Goldmedaille. Kurz darauf reichte es bei den Weltmeisterschaften 2009 in Inawashiro zu Platz 17. Die Saison 2009/10 lief für Ofner weniger erfolgreich, ihre beste Platzierung war ein achter Rang. Bei den Olympischen Winterspielen 2010 in Vancouver schied sie bereits im Achtelfinale aus und belegte Rang 23. Hingegen gewann sie bei den Juniorenweltmeisterschaften 2010, die im August im neuseeländischen Cardrona stattfanden, die Silbermedaille. Ofners beste Ergebnisse in der Weltcupsaison 2010/11 waren zwei sechste Plätze. Bei den Weltmeisterschaften 2011 in Deer Valley stieß sie in den Finallauf vor, verpasste aber als Vierte knapp eine Medaille.
Im Weltcup der Saison 2011/12 kam ein zweiter Platz hinzu, in der Saison 2012/13 war ein fünfter Platz das Bestergebnis. Bei den Weltmeisterschaften 2013 in Voss klassierte sich Ofner als Sechste. Während der Saison 2013/14 gelang ihr im Weltcup ein dritter Platz, bei den Olympischen Winterspielen 2014 in Sotschi fuhr sie auf Platz sechs. Auch in den Wintern 2014/15 und 2015/16 hielt sich Ofner knapp hinter der Weltspitze. Ihr gelangen zwei zweite bzw. ein dritter Platz. Einen weiteren dritten Platz erzielte sie während der Saison 2016/17.
Ofner ist aktiver Sportlerin des Heeressportzentrums des Österreichischen Bundesheers. Als Heeressportlerin trägt sie derzeit den Dienstgrad Korporal.

## Erfolge

### Olympische Spiele
- Vancouver 2010: 23. Skicross
- Sotschi 2014: 6. Skicross
- Pyeongchang 2018: 9. Skicross

### Weltmeisterschaften
- Inawashiro 2009: 17. Skicross
- Deer Valley 2011: 4. Skicross
- Voss 2013: 6. Skicross
- Kreischberg 2015: 17. Skicross
- Sierra Nevada 2017: 13. Skicross
- Idre 2021: 9. Skicross
- Bakuriani 2023: 2. Skicross

### Weltcupwertungen
| Saison  | Gesamt | Gesamt | Skicross | Skicross |
| Saison  | Platz  | Punkte | Platz    | Punkte   |
| ------- | ------ | ------ | -------- | -------- |
| 2007/08 | 34.    | 26     | 9.       | 205      |
| 2008/09 | 41.    | 22     | 13.      | 218      |
| 2009/10 | 46.    | 18     | 14.      | 193      |
| 2010/11 | 40.    | 22     | 12.      | 239      |
| 2011/12 | 24.    | 32     | 7.       | 317      |
| 2012/13 | 40.    | 28     | 9.       | 277      |
| 2013/14 | 48.    | 24     | 12.      | 260      |
| 2014/15 | 16.    | 38     | 5.       | 418      |
| 2015/16 | 28.    | 36,83  | 7.       | 442      |
| 2016/17 | 33.    | 31,62  | 7.       | 411      |
| 2017/18 | 48.    | 27,90  | 9.       | 279      |
| 2019/20 | 37.    | 28,18  | 8.       | 310      |
| 2020/21 | -      | -      | 5.       | 439      |
| 2021/22 | -      | -      | 6.       | 376      |

### Weltcupsiege
Ofner errang im Weltcup bisher 13 Podestplätze, davon einen Sieg.
| Datum             | Ort         | Land       |
| ----------------- | ----------- | ---------- |
| 21. Dezember 2020 | Val Thorens | Frankreich |

### Juniorenweltmeisterschaften
- Cardrona 2010: 2. Skicross

### Weitere Erfolge
- Winter-X-Games 2016: 5. Skicross
- Winter-Universiade 2009: 1. Skicross
- 12 Podestplätze im Europacup, davon 8 Siege
- zehnfache österreichische Skicross-Meisterin: 2007, 2008, 2009, 2010, 2012, 2013, 2014, 2015, 2017 und 2018